# Filippo Brunelleschi

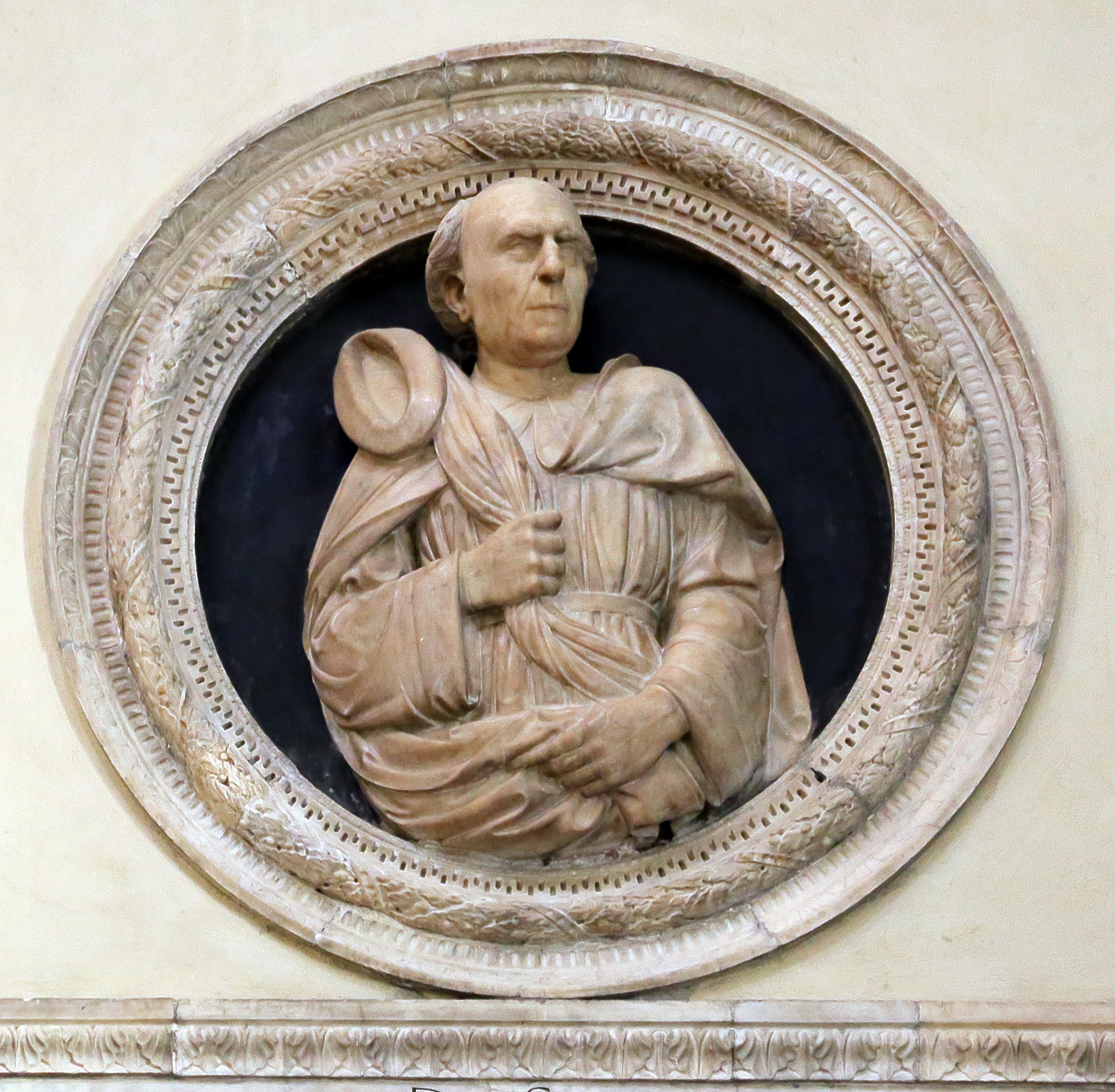
Andrea Cavalcanti, Portraitrelief seines Adoptivvaters Filippo Brunelleschi im Florentiner Dom, Marmor (Photo: 2017)

Filippo Brunelleschi (* 1377 in Florenz; † 15. April 1446 ebenda) war ein in Florenz aktiver Bildhauer, Architekt und Ingenieur des 15. Jahrhunderts. Zu seinen, als Gründungsbauten der Renaissance angesehenen Werken gehören das Findelkinderhaus (Ospedale degli Innocenti), die Alte Sakristei von San Lorenzo, die Kirche Santo Spirito und die Kuppel der Kathedrale von Florenz. 1401 nahm er am Wettbewerb für das zweite Bronzeportal des Florentiner Baptisteriums teil, den Lorenzo Ghiberti gewann.

## Leben
Filippo Brunelleschi war der Sohn des wohlhabenden Florentiner Notars Brunellesco di Lippo Lapi und von dessen Frau Giuliana degli Spini. Nach seiner Ausbildung als Goldschmied schrieb er sich 1398 in die für diesen Handwerkszweig zuständige Florentiner Seidenweberzunft (Arte di Por Santa Maria) ein; 1404 ist er dort als „maestro“ verzeichnet. Informationen zu Brunelleschis Leben und Werk liefert neben zeitgenössischen Dokumenten die von Antonio Manetti (1423–1497), Mitarbeiter Brunelleschis, Architekt und Mathematiker, über zwei Jahrzehnte nach Brunelleschis Tod verfasste Biografie.

### Arbeiten als Bildhauer
Als erste Werke werden Filippo Brunelleschi die (bis zu) fünf besonders qualitätvolle Figuren des Silberaltars in der Kathedrale San Jacopo in Pistoia zugeschrieben, wo ein „Pippo da Firenze“ 1399 und 1400 als Mitarbeiter zweier Goldschmiede dokumentiert ist.
Im 1401 veranstalteten Wettbewerb um den Auftrag des zweiten Bronzeportals für das Baptisterium reichte Brunelleschi einen Entwurf ein, der zunächst zusammen mit dem seines Mitbewerbers, des ebenfalls noch jungen Lorenzo Ghiberti ausgewählt wurde. Eine Zusammenarbeit lehnte Brunelleschi jedoch ab, so dass schließlich Ghiberti den Auftrag bekam.
Antonio Manetti erwähnt in seiner Biografie eine polychromierte Holzstatue der büßenden Maria Magdalena, die vermutlich 1471 beim Brand der Kirche von Santo Spirito zerstört wurde. Zwischen 1410 und 1420 wird ein ebenfalls farbig gefasstes Kruzifix für die Dominikanerkirche Santa Maria Novella datiert, wo es heute in der Cappella Gondi hängt. In Giorgio Vasaris Vita des Künstlers (1568) heißt es, es sei von Brunelleschi geschaffen worden, um Donatellos Kruzifix für die Franziskanerkirche Santa Croce zu übertreffen, weil dieser „einen Bauern ans Kreuz geheftet“ habe („aveva messo un contadino in croce“).
Laut Antonio Manetti – zeitgenössische Belege gibt es nicht – war Brunelleschi dem etwa zehn Jahre jüngeren Donatello durch langjährige Freundschaft und Zusammenarbeit verbunden, die vielleicht schon in Pistoia begann. Nach dem verlorenen Wettbewerb sollen beide, wiederum Manetti zufolge, für mindestens ein Jahr nach Rom gegangen sein, um dort antike Skulpturen und Bauwerke zu studieren. Der gemeinsame Aufenthalt ist nicht belegt.
Dokumentiert (und von Manetti nicht erwähnt) ist dagegen eine „kleine, mit vergoldetem Blei bekleidete Steinfigur“ („figuretta di pietra vestita di piombo dorato“), die möglicherweise als Modell für eine größere, aber nicht ausgeführte Skulptur für die Kathedrale Santa Maria del Fiore dienen sollte. Vielleicht handelte es sich hierbei um den – anscheinend vergeblichen – Versuch, nicht allzu schwere, aber wetterfeste Statuen zu entwickeln, die die kaum zwei Meter großen zuvor von Donatello und Nanni di Banco geschaffenen, aber nicht installierten Marmorskulpturen ersetzen sollten. Aufgestellt wurde jedoch Donatellos etwa fünf Meter großer (und dokumentierter) Joshua aus Stuck und Ziegeln (mit Bleiweiß-Fassung). Die heute verlorene Plastik war oberhalb der nördlichen Teil des Kapellenkranzes (Tribuna) des Doms aufgestellt; ihr folgten keine weiteren Figuren.
Kolportiert wurde lange Zeit eine Information im sog. Libro di Antonio Billi (vermutlich erstes Drittel des 16. Jahrhunderts), Brunelleschi wäre an Donatellos Statuen des Petrus und des Markus an der Fassade von Orsanmichele beteiligt gewesen. 1923 argumentierte der Kunstwissenschaftler Arnolfo Venturi, dass die inkrustierte Nische des hl. Petrus mit ihren perspektivischen Darstellungen von Brunelleschi entworfen worden sein könnte. Inzwischen wird in der Forschung eine Beteiligung Brunelleschis an den Statuen und der Nischenarchitektur bezweifelt.
Für Brunelleschi sind auch Entwürfe für verschiedene  dokumentiert, so etwa ein Tabernakel für die Florentiner Chiesa di San Jacopo in Campo Corbolini (in der via Faenza), das von Giusto di Francesco da Settignano nach 1427 ausführte. 1432 wurde ein lavabo für die südliche Sakristei der Kathedrale bei ihm bestellt, doch erst 1440 setzte sein Adoptivsohn Andrea Cavalcanti (Il Buggiano) den Auftrag um. 1432 fertigte Brunelleschi für die Dombauhütte (Opera del Duomo) das Modell für ein neues Reliquiar des Heiligen Zenobius, das in der  Chorkapelle aufgestellt werden sollte. Er führte jedoch nur den Altar aus, der Auftrag für das Reliquiar selbst ging an Lorenzo Ghiberti (nach 1442 eingeweiht). Für die Sakristei in San Lorenzo entwarf er wahrscheinlich auch den Altar, die Marmorbalustrade und das Grabmal im Zentrum, die Arbeiten erledigten Buggiano und – vermutlich – Mitarbeiter aus Donatellos Werkstatt. Der von Buggiano 1443 geschaffene Altar wurde zeitweise mit Brunelleschis Wettbewerbsrelief geschmückt. 1443, drei Jahre vor seinem Tod, erhielt er den Auftrag für eine reliefierte Kanzel für Santa Maria Novella, die Buggiano fertigstellte.

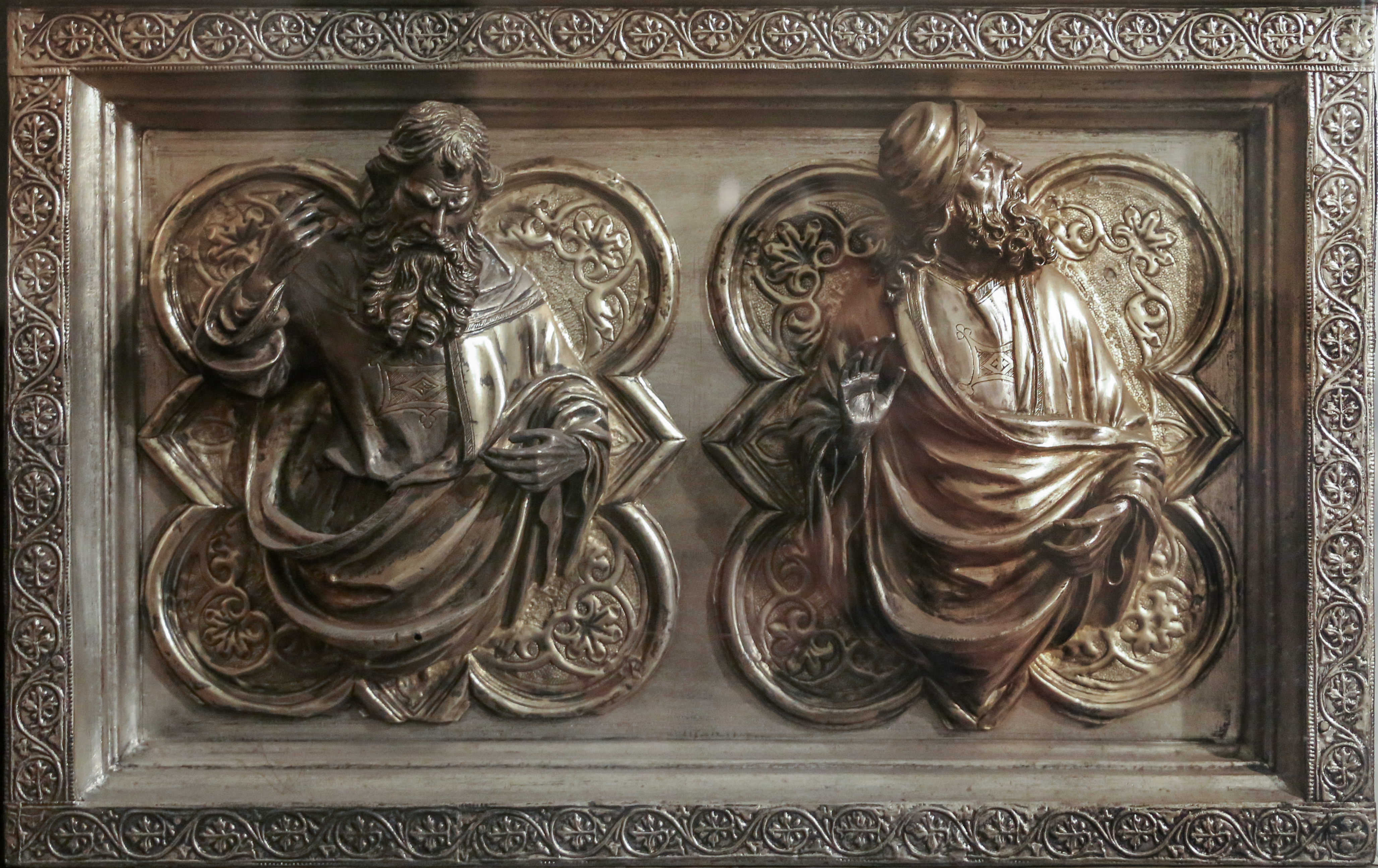
Jeremias und Jesaja, Silberaltar, Dom von Pistoia (1399–1400)
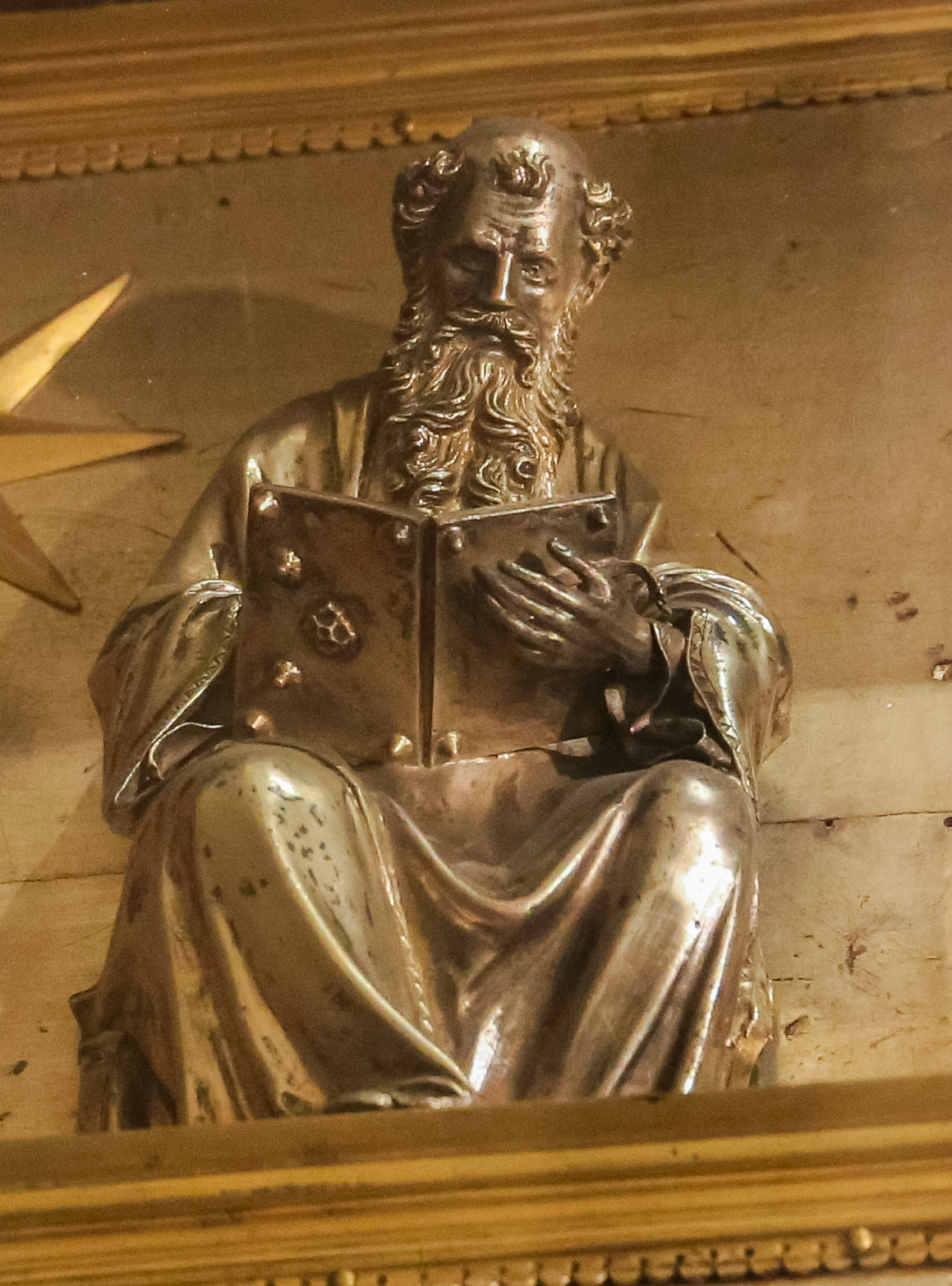
Johannes der Evangelist, Silberaltar, Dom von Pistoia
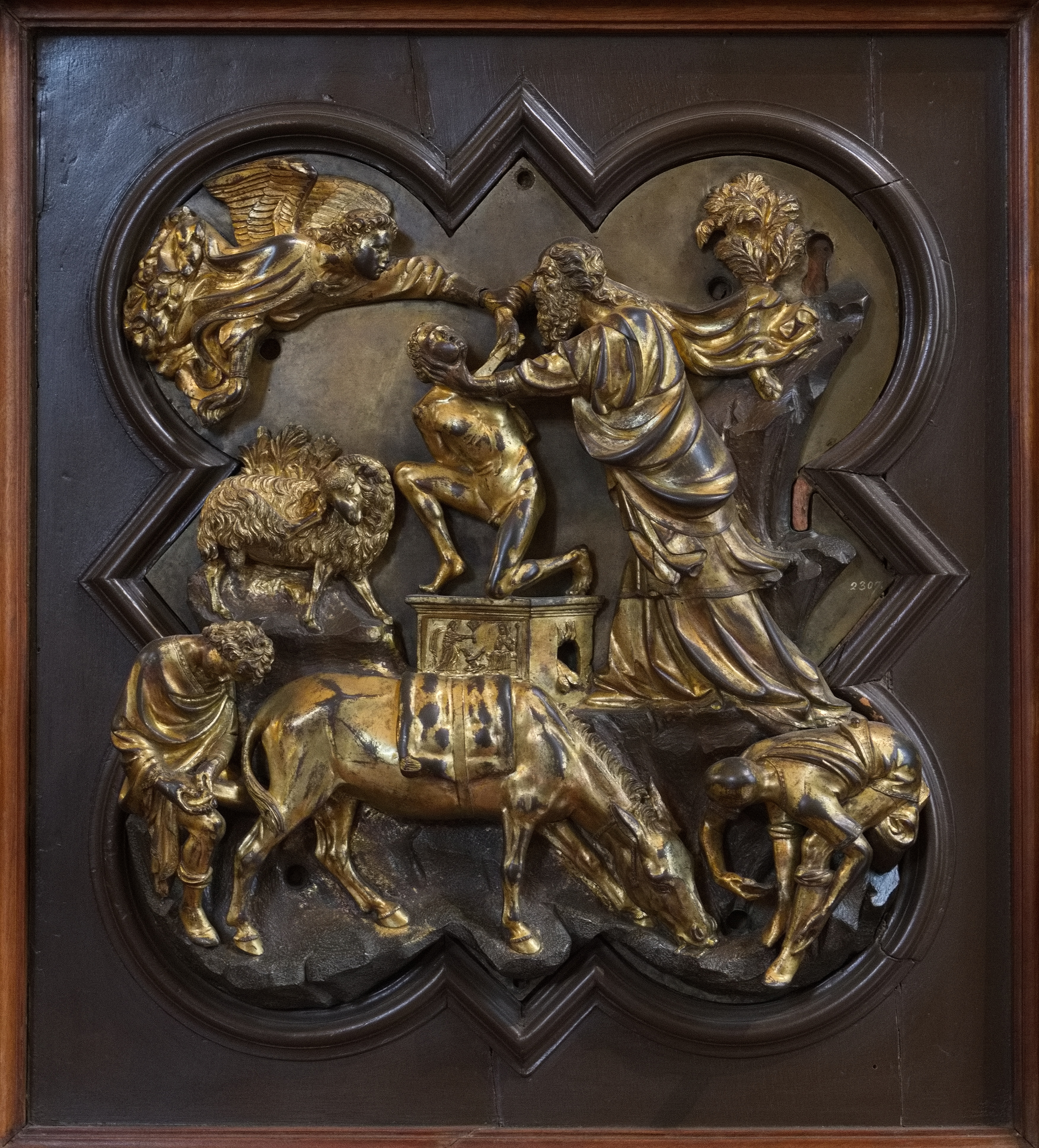
Das Opfer Isaaks, Brunelleschis Konkurrenzrelief für das zweite Bronzeportal der Taufkirche von Florenz (1401), Bargello
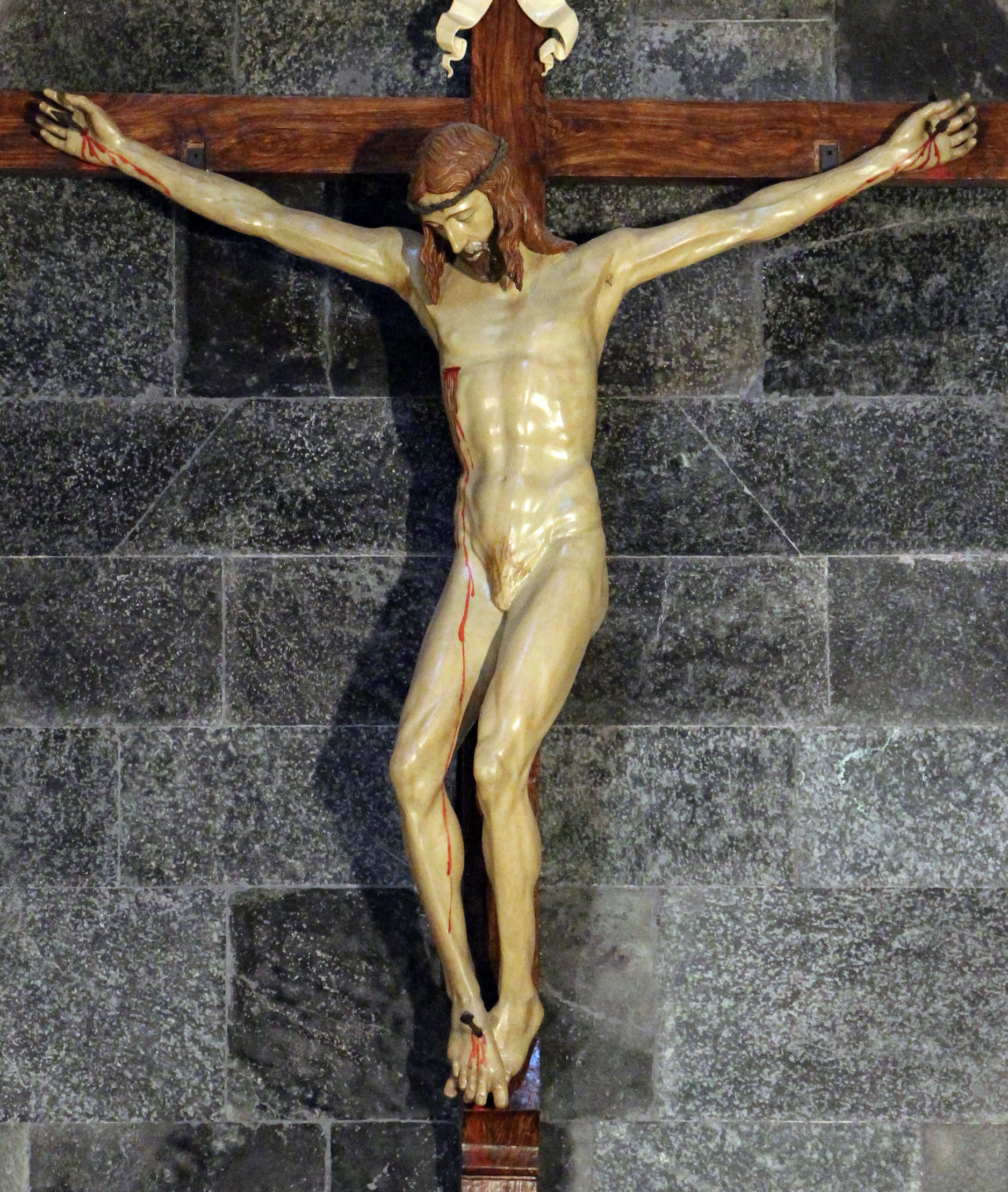
Brunelleschis Kreuzigung (um 1410) in Santa Maria Novella, Florenz

### Arbeiten als Architekt
Brunelleschi beteiligte sich 1418 am öffentlichen Wettbewerb um eine Lösung für die noch fehlende Kuppel von Santa Maria del Fiore und konnte sich mit seinem Entwurf gegen Lorenzo Ghiberti durchsetzen. Zwar wurden von der Dombauhütte (Opera del Duomo) beide zu gleichberechtigten Bauleitern bestimmt, doch übernahm Brunelleschi noch während der Arbeiten die alleinige Leitung des Projektes. 1436 war die als achteckiger Doppelschalbau errichtete Kuppel des Doms fertiggestellt.
Bereits 1419 erhielt Brunelleschi von der Zunft der Seidenweber und Goldschmiede (Arte di Por Santa Maria) den Auftrag, an der Piazza della Santissima Annunziata ein Findelkinderhaus, das Ospedale degli Innocenti, zu errichten. In den folgenden Jahren entwarf er die Cappella Barbadori in der Kirche Santa Felicità (1420), den Saalbau am Palazzo di Parte Guelfa (1420 begonnen, unvollendet) und – für die Medici – die Sakristei von San Lorenzo (1421–1428). Im Zuge der Neugestaltung des Chorbereichs von San Lorenzo wurde ab den 1420er Jahren auch das Langhaus der Kirche neu errichtet; ob die Gestaltung einem Modell Brunelleschis folgt, ist in der kunstwissenschaftlichen Forschung umstritten.
Die Pazzi-Kapelle im Franziskanerkloster von Santa Croce, 1429 in Auftrag gegeben, aber erst 1444 fertiggestellt, basiert auf einem rechteckigen Grundmaß.
Die 1434 begonnene, unvollendet gebliebene Kirche Santa Maria degli Angeli besitzt einen achteckigen Grundriss; der Innenraum ist von einem Kranz von Kapellen umgeben. 1444 begann als letztes großes Projekt Brunelleschis der lange geplante Neubau der Kirche Santo Spirito.

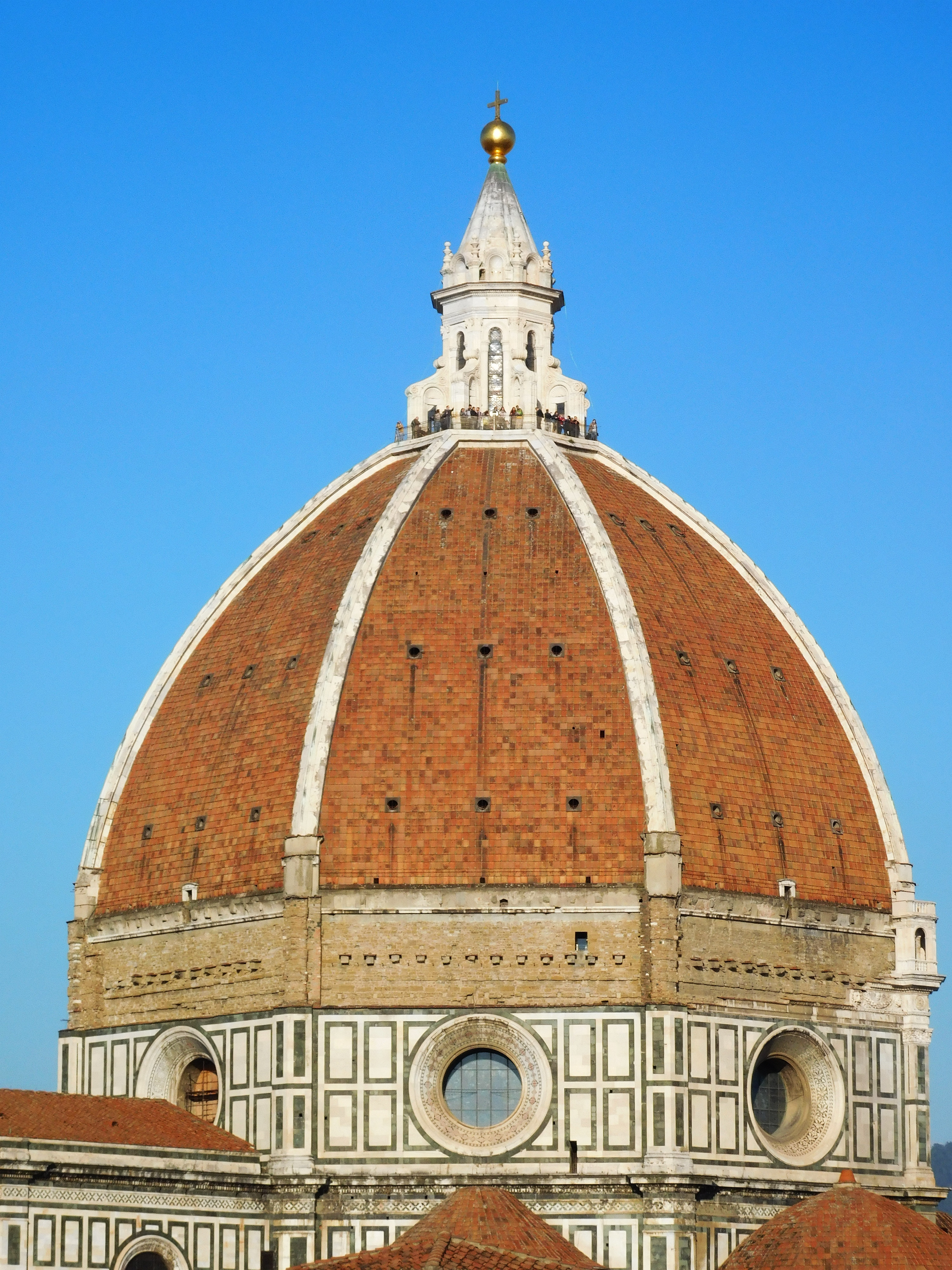
Kuppel von Santa Maria del Fiore
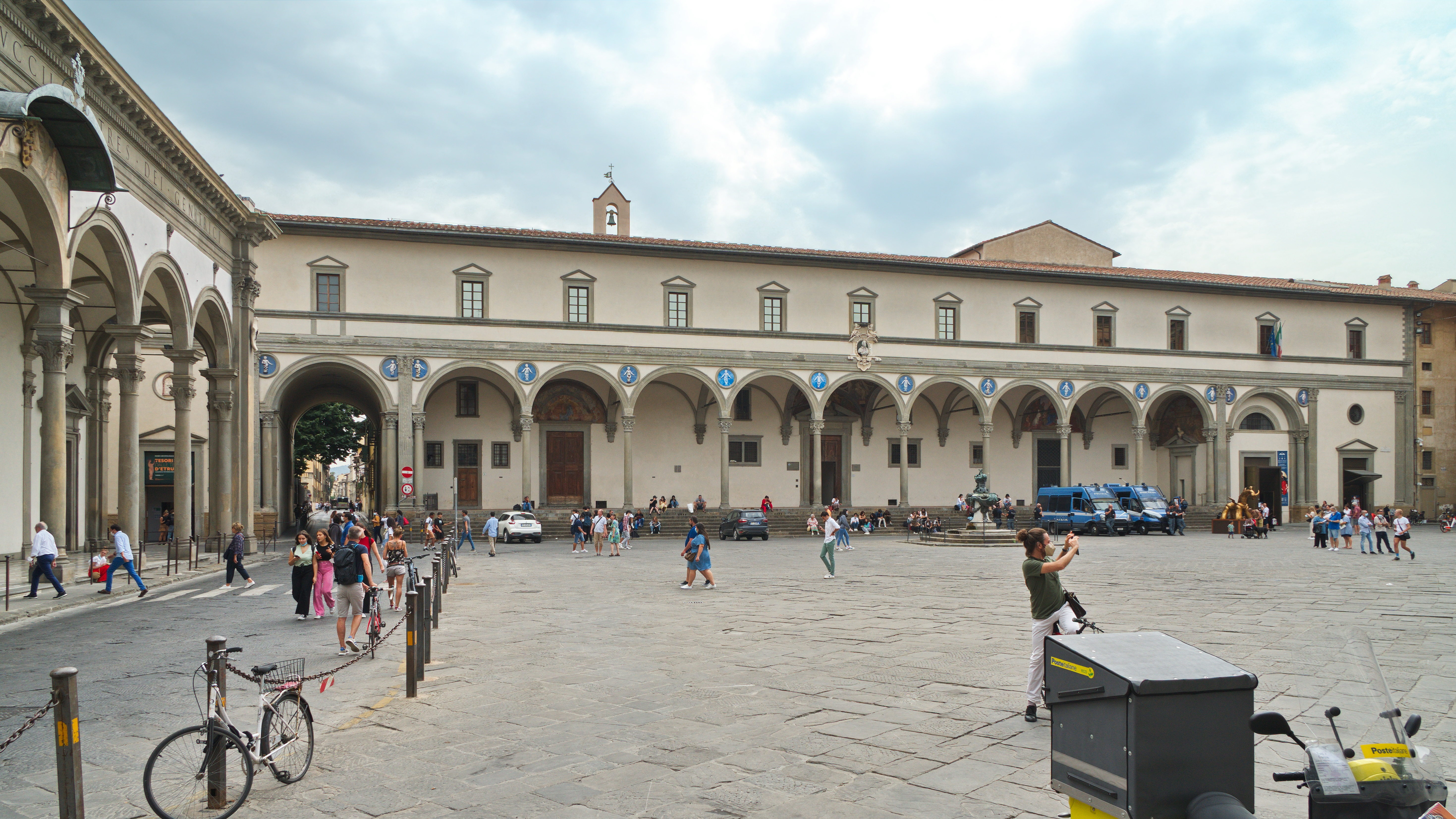
Ospedale degli Innocenti
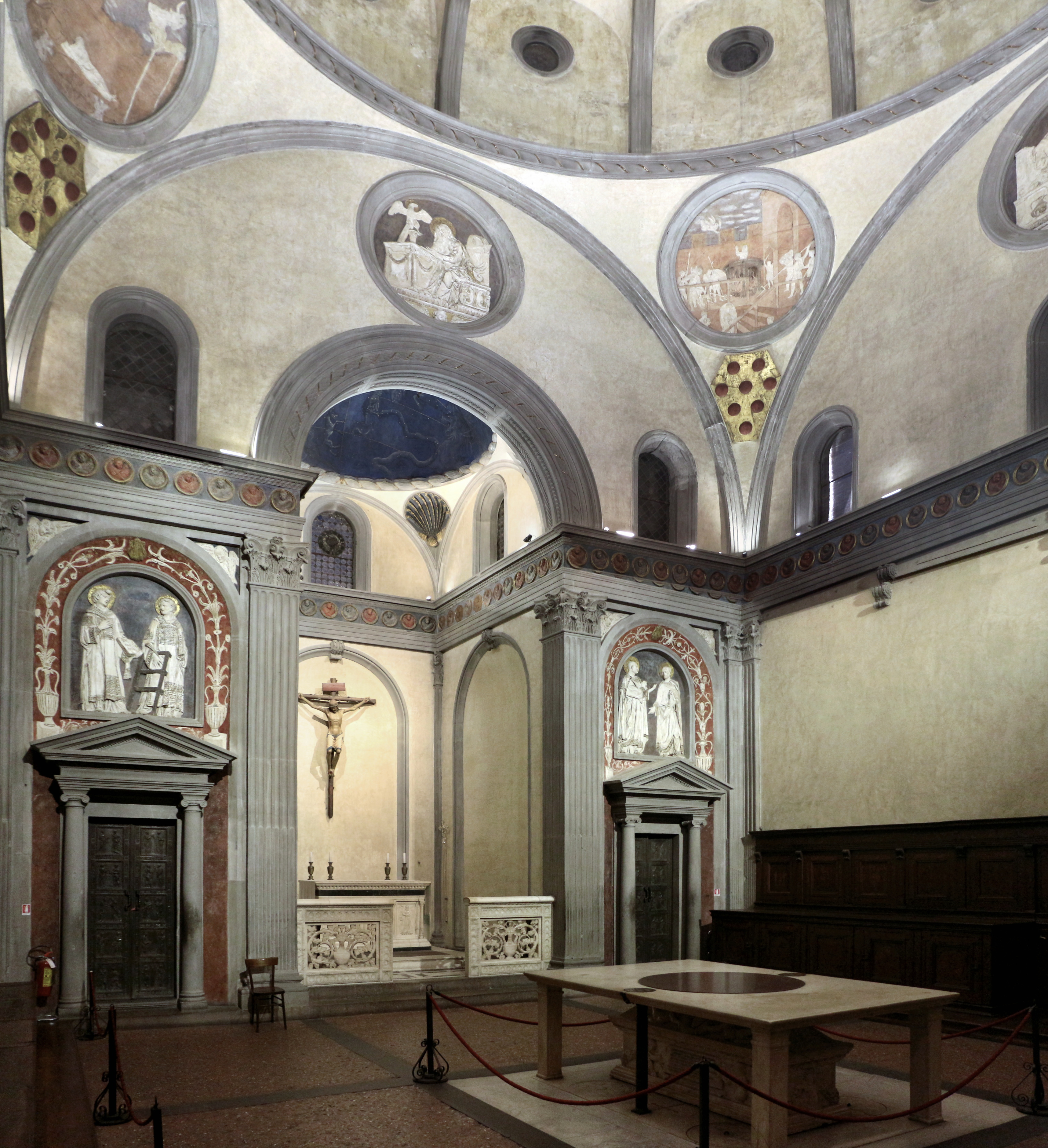
Alte Sakristei von San Lorenzo, Innenansicht
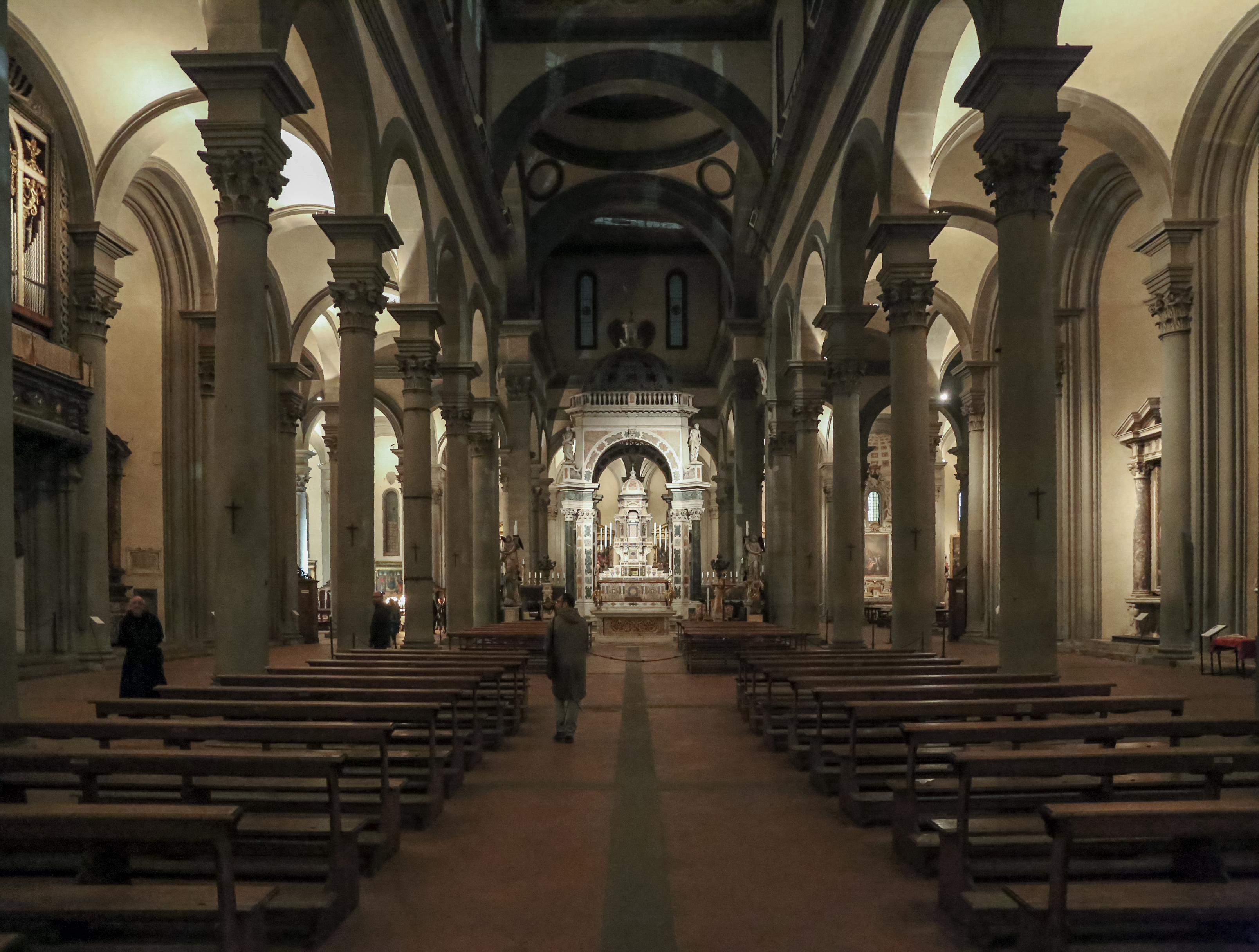
Santo Spirito, Innenansicht

### Entdeckung der Zentralperspektive
Die angebliche Entdeckung der Zentralperspektive durch Filippo Brunelleschi geht auf dessen Mitarbeiter Antonio Manetti (1423–1497) zurück. In seiner Biografie beschreibt er, wie Brunelleschi zur Demonstration seiner Entdeckung zwei Bildtafeln mit Ansichten des Florentiner Baptisteriums und des Palazzo della Signoria eingesetzt habe. Die Tafeln sind nicht erhalten. In der kunsthistorischen Forschung wurde mehrfach versucht, das beschriebene Verfahren zu rekonstruieren.

### Arbeit als Erfinder und Ingenieur
Brunelleschi war auch Ingenieur und Erfinder von Maschinen und Apparaten. So erfand er während des Kuppelbaus am Florentiner Dom für den großen Holzkran, der die Baustoffe nach oben transportierte, ein Wechselgetriebe, das das Umspannen von Arbeitstieren überflüssig machte. Bis dahin wurde dessen Hebewerk durch einen Göpel angetrieben, wobei hier die Tiere für die Auf- und Abbewegungen des Korbes immer zeitaufwändig umgespannt werden mussten. Damit konnte Brunelleschi die Bauzeit an der Kuppel erheblich verkürzen. Im Jahr 1421 wurde Brunelleschi für drei Jahre das alleinige Recht zum Bau eines Schiffs mit einer Hebevorrichtung zum Marmortransport verliehen.
Überliefert sind zudem Nachrichten von Apparaturen, die Brunelleschi für religiöse Inszenierungen (sacre rappresentazioni) in Florentiner Kirchen gebaut hat; beispielsweise für Aufführungen der Himmelfahrt Mariens in Santa Maria del Carmine (zuerst am 14. Mai 1439) und für ein „Paradies“ in San Felice.

### Tod und Porträts

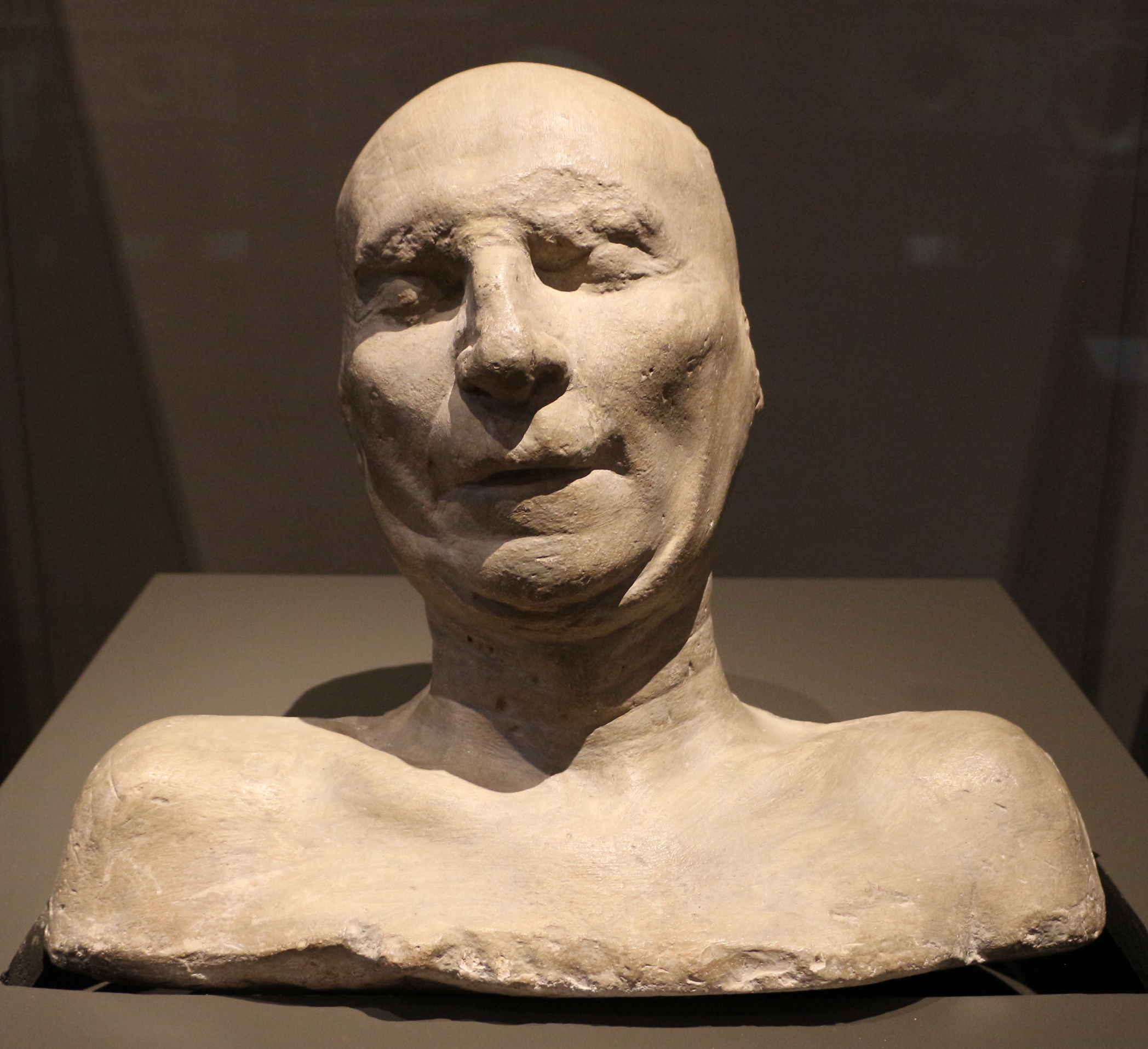
Il Buggiano, Totenmaske Brunelleschis (1446), Museo dell’Opera del Duomo, Florenz

Filippo Brunelleschi starb am 15. April 1446 in Florenz. Zunächst im Campanile bestattet, wurde er am 15. Mai im Südschiff der Kathedrale beigesetzt. Seit 2015 ist im neueröffneten Dommuseum die Totenmaske ausgestellt, die ihm sein Adoptivsohn Andrea Cavalcanti (il Buggiano) abnahm. Sie war Vorbild für das 1447/1448 in Marmor ausgeführtes Porträtrelief, das mit einer Inschrift als Epitaph an der südlichen Langhauswand angebracht wurde. Der vom Florentiner Humanisten und Kanzler der Republik Carlo Marsuppini verfasste lateinische Text preist Brunelleschi durch den Hinweis auf „die Kunst des Daidalos“ („ARTE DAEDALEA“) als erfindungsreichen Baumeister und Ingenieur und nennt explizit den Bau der Kuppel („HUIUS CELEBERRIMI TEMPLI MIRA TESTUDO“) und „zahlreiche von ihm erfundene Maschinen“ („PLURES MACHINAE […] AB EO ADINVENTAE“).
Die Anbringung des Epitaphs steht mit der Umbettung Brunelleschis in den Dom im Zusammenhang. Der genaue Platz der Grablege war lange unbekannt; erst im Juli 1972 wurde sie bei Ausgrabungen im Kircheninnern wiederentdeckt. Das Grab befindet sich rechts neben dem Eingang zum Untergeschoss mit den Resten der Kirche Santa Reparata, dem Vorgängerbau des heutigen Doms.
2024 erwarb die Opera di Santa Maria del Fiore für 300.000 Euro einen „in einem historischen Gebäude im Florentiner Gebiet“ entdeckten Kopf aus Terrakotta, der den Gutachten der Kunsthistoriker Giancarlo Gentilini und Alfredo Bellandi zufolge Andrea Cavalcantis Marmorbildnis im Dom vorbereitet habe.

## Forschung
Die Informationen zu Leben und Werk Brunelleschis in der Biografie Antonio di Tuccio Manettis (1470er Jahre) und die Lebensbeschreibung in Giorgio Vasaris zweiter Edition der Viten von 1568; beide Quellen sind jedoch, aufgrund der zeitlichen Distanz und der persönlichen bzw. literarischen Absichten beider Autoren, von bedingter Aussagekraft. Die kunstwissenschaftliche Forschung bemüht sich deshalb seit dem 19. Jahrhundert darum, aus Bau- und Rechnungsbüchern, Verträgen, Chroniken und anderen Urkunden sichere Nachrichten zu gewinnen. Hinweise auf Dokumente sind vor allem den Forschungen von Johannes Gaye (1839), Cesare Guasti (1857) und Cornelius von Fabriczy (1892 und 1907) zu verdanken. Fabriczy stellte als erster Quellen zu Brunelleschis Leben zusammen.
1970 (und erneut 1990) erschien die Studie des Architekturhistorikers Heinrich Klotz zu den Frühwerken Brunelleschis, die er der Stilisierung Brunelleschis zum „Renaissance-Architekten“ entgegen aus der „mittelalterlichen Tradition“ ableitet. 1976 (auf Englisch 1982) erschien mit Eugenio Battistis Brunelleschi-Buch die erste umfassende Biografie. Die Arbeiten und Biografien von Architekten, die bei Brunelleschi gelernt oder mit ihm gearbeitet haben – u. a. Andrea Cavalcanti, Antonio Manetti Ciaccheri und Maso di Bartolomeo – dokumentiert der 1979 erschienene Band Brunelleschiani von Franco Borsi, Gabriele Morolli und Francesco Quinterio. Die langjährigen Forschungen des deutsch-amerikanischen Wissenschaftlers Howard Saalman seit den 1950er Jahren mündeten zunächst 1980 in einer Monografie zur Kuppel der Kathedrale und schließlich 1993 in einen umfangreichen Band zu Brunelleschis übrigen Bauwerken.
Einen knappen Überblick in deutscher Sprache bieten die Biografien von Giovanni Fanelli (1977), Peter J. Gärtner (2001) und Alexander Markschies (2011).

## Belletristik
Der kanadische Autor Ross King beschreibt in seinem Bestseller-Roman Brunelleschi’s Dome: The Story of the Great Cathedral in Florence den Bau der Kuppel von Santa Maria del Fiore.

## Viten
- Antonio Manetti: Notizia di Filippo di ser Brunellesco ovvero Vita di Filippo Brunelleschi. Transkription und Anmerkungen von Giuseppe Giari. Hrsg.: Antonio Natali. Opera di Santa Maria del Fiore, Mandragora, Florenz 2021, ISBN 978-88-7461-572-8 (italienisch, Erstausgabe:  1530).
- Antonio di Tuccio Manetti: Filippo Brunellesco. Mit Ergänzungen von Vasari und Anderen. Hrsg.: Heinrich Holtzinger. Kohlhammer, Stuttgart 1887, urn:nbn:de:bsz:21-dt-61939 (italienisch, mit deutschem Kommentar).
- Giorgio Vasari: Le vite de’ più eccellenti pittori scultori ed architettori. Hrsg.: Gaetano Milanesi. Band 2. G. C. Sansoni, Florenz 1878, S. 327–394 (italienisch, bsb-muenchen.de).
- Giorgio Vasari: Das Leben des Bildhauers und Architekten Filippo Brunelleschi. In: Matteo Burioni (Hrsg.): Das Leben des Brunelleschi und des Alberti. Wagenbach, Berlin 2012, ISBN 978-3-8031-5056-1, S. 13–70.
- Filippo Baldinucci: Vita di Filippo di ser Brunellesco architetto fiorentino. Niccolo Carli, Florenz 1812, S. 153–288 (italienisch). (Digitalisat)